# Kanton Plaisir
Der Kanton Plaisir  ist seit 1982 ein französischer Wahlkreis in den Arrondissements Rambouillet und Versailles im Département Yvelines und in der Region Île-de-France; sein Hauptort ist Plaisir.

## Gemeinden
Der Kanton besteht aus vier Gemeinden mit insgesamt 57.648 Einwohnern (Stand: 1. Januar 2022) auf einer Gesamtfläche von 54,52 km²:
| Gemeinde             | Einwohner 1. Januar 2022 | Fläche km² | Dichte Einw./km² | Code INSEE | Postleitzahl | Arrondissement |
| -------------------- | ------------------------ | ---------- | ---------------- | ---------- | ------------ | -------------- |
| Beynes               | 7.635                    | 18,56      | 411              | 78062      | 78650        | Rambouillet    |
| Les Clayes-sous-Bois | 16.940                   | 6,11       | 2.773            | 78165      | 78340        | Versailles     |
| Plaisir              | 31.971                   | 18,68      | 1.712            | 78490      | 78370        | Versailles     |
| Thiverval-Grignon    | 1.102                    | 11,17      | 99               | 78615      | 78850        | Rambouillet    |
| Kanton Plaisir       | 57.648                   | 54,52      | 1.057            | 7812       | –            | –              |

Bis zur Neuordnung bestand der Kanton Plaisir aus den 3 Gemeinden Les Clayes-sous-Bois, Plaisir und Thiverval-Grignon. Sein Zuschnitt entsprach einer Fläche von 35,96 km2.

## Bevölkerungsentwicklung
| 1962   | 1968   | 1975   | 1982   | 1990   | 1999   | 2006   |
| ------ | ------ | ------ | ------ | ------ | ------ | ------ |
| 10 541 | 17 462 | 36 706 | 40 413 | 43 463 | 48 860 | 49 631 |